# Pomacentrus philippinus
Pomacentrus philippinus là một loài cá biển thuộc chi Pomacentrus trong họ Cá thia. Loài này được mô tả lần đầu tiên vào năm 1907.

## Từ nguyên
Tính từ định danh được đặt theo tên gọi của quốc gia Philippines, là nơi mà mẫu định danh của loài cá này được thu thập.

## Phạm vi phân bố và môi trường sống
Từ Maldives, phạm vi của P. philippinus trải dài về phía đông, băng qua vùng biển các nước Đông Nam Á đến Papua New Guinea và quần đảo Solomon, ngược lên phía bắc đến quần đảo Ryukyu (Nhật Bản), xa về phía nam đến các đảo san hô ngoài khơi Tây Úc.
Tại Việt Nam, P. philippinus được ghi nhận dọc theo vùng bờ biển Khánh Hòa–Ninh Thuận, cù lao Chàm và quần đảo Trường Sa.
P. philippinus sinh sống tập trung gần những rạn san hô viền bờ hoặc trong các đầm phá ở độ sâu đến 12 m.

## Mô tả
Chiều dài lớn nhất được ghi nhận ở P. philippinus là 10 cm. Cơ thể có màu xanh lam xám. Vảy cá có viền đen tạo thành kiểu hình mắt lưới trên thân của chúng. Xung quanh ổ mắt có các chấm màu xanh tím. Toàn bộ cuống và vây đuôi, phía sau vây lưng và vây hậu môn có màu vàng cam. Gốc vây ngực có đốm đen, bao quanh bởi một vệt màu vàng lớn hơn.
Số gai ở vây lưng: 13; Số tia vây ở vây lưng: 13–15; Số gai ở vây hậu môn: 2; Số tia vây ở vây hậu môn: 14–15; Số gai ở vây bụng: 1; Số tia vây ở vây bụng: 5.

## Phân loại học
Bốn loài được mô tả vào năm 2017, từng được xác định nhầm là những quần thể của P. philippinus ở các đảo quốc thuộc Tây Thái Bình Dương, bao gồm Pomacentrus albiaxillaris, Pomacentrus flavoaxillaris, Pomacentrus magniseptus và Pomacentrus nigriradiatus, được gộp vào một nhóm phức hợp loài với P. philippinus; ngoài ra, Pomacentrus imitator và Pomacentrus flavioculus cũng nằm trong phức hợp philippinus này. Cả 7 loài này có chung một kiểu hình mắt lưới trên thân, được tạo bởi các viền đen của vảy.
Ngoài ra, có ít nhất 3 loài mới chưa được mô tả ở Đông Ấn Độ Dương, hiện vẫn được xác định là P. philippinus cho đến khi có nghiên cứu mới trong tương lai.

## Sinh thái học
Thức ăn của P. philippinus là tảo và các loài động vật phù du. Cá đực có tập tính bảo vệ và chăm sóc trứng.